# Ferrari 275
A 275 é um modelo de automóvel da Ferrari equipado com motor V12 dianteiro.